# Parviz Afshari
Parviz Afshari (persisch پرویز افشاری) ist ein ehemaliger iranischer Diplomat, seit 2015 stellvertretender Leiter der iranischen Behörde zur Drogenprävention und Autor.

## Werdegang
1981 trat er in den auswärtigen Dienst, wurde drei Monate in der Passabteilung beschäftigt und anschließend drei Monate in der Finanzabteilung.
Am 31. Juli 1987 kamen bei Auseinandersetzungen zwischen iranischen Mekkapilgern und saudischen Crowdmanagern 402 Menschen ums Leben (275 Iraner, 85 Saudis, einschließlich Polizisten, und 42 Pilger aus anderen Staaten). Am 1. August 1987 wurde in Teheran die Saudische-Botschaft gestürmt, geplündert, dem anwesenden Personal widerrechtlich die Freiheit beraubt, misshandelt sowie der Wohnsitz von saudischen Diplomaten angegriffen mit der Folge, dass ein saudischer Beamter an seinen Verletzungen verstarb.
Der iranische Geschäftsträger in Riad, Hussein Sadeqi wurde zur Persona non grata erklärt und musste Saudi-Arabien innerhalb von 48 Stunden verlassen. In dieser Situation wurde Parviz Afshari Geschäftsträger in Riad (Saudi-Arabien). Für das Pilgerjahr 1988 senkte die saudische Regierung das Kontingent von 150.000 auf 45.000 Visa für iranische Pilger nach Mekka ab und brach die diplomatischen Beziehungen ab.
Seine weitere Karriere im diplomatischen Dienst führte ihn nach Bagdad, Irak; 1995 war er Gesandtschaftsrat in Ottawa; 2001 war er Gesandtschaftsrat in Kuala Lumpur und 2010 in Astana in Kasachstan.
2015 wurde er stellvertretender Leiter der iranischen Behörde zur Drogenprävention.

## Veröffentlichung
- سفیر بدون سفارت، وکیل بدون موکل. خاطرات پرویز افشاری (Botschafter ohne Botschaft, Anwalt ohne Angestellte. Erinnerungen von Parviz Afshari). 2016